# جورج لي (لاعب كرة قدم)
جورج لي (بالإنجليزية: George Ley)‏ هو لاعب كرة قدم بريطاني في مركز الوسط، ولد في 7 أبريل 1946 في إكسمنستر في المملكة المتحدة. لعب مع برايتون أند هوف ألبيون ودالاس تورنايدو ونادي إكزتر سيتي ونادي بورتسموث ونادي غيلينغهام.